# Helius (Helius) flavipes
Helius (Helius) flavipes is een tweevleugelige uit de familie steltmuggen (Limoniidae). De soort komt voor in het Nearctisch gebied.